# Sie tötete in Ekstase
Sie tötete in Ekstase è un film erotico del 1970, scritto e diretto da Jesús Franco.

## Trama
Il dottor Johnson viene radiato dall'ordine dei medici a seguito di alcuni suoi esperimenti non convenzionali. Uscito di senno, l'uomo decide di togliersi la vita.
La Sig.ra Johnson, sconvolta dall'accaduto, attua una spietata vendetta contro i colleghi responsabili.

## Produzione

### Sceneggiatura
Il soggetto del film si ispira al romanzo La sposa era in nero (The Bride Wore Black) di William Irish, a cui il regista spagnolo aveva già attinto per Miss Muerte nel 1965.

### Riprese
Girato nell'estate del 1970, la maggior parte delle scene esterne vennero effettuate nei dintorni di Alicante.
La dimora dei coniugi Johnson è, in realtà, un complesso architettonico concepito dallo studio Ricardo Bofill Taller de Arquitectura.

## Colonna sonora
Il commento sonoro del lungometraggio è composto, in parte, da alcuni brani di repertorio tratti da Vampyros Lesbos.
La direzione orchestrale venne affidata a Bruno Nicolai.

## Distribuzione

### Data di uscita
Uscito nelle sale cinematografica il 10 dicembre 1971, il film di Franco è stato vietato ai minori di 18 anni a causa di contenuti fortemente espliciti.

### Edizioni home video
La pellicola, in Italia, è stata edita soltanto in formato VHS. Esistono, tuttavia, DVD e Blu-ray in lingua inglese e tedesca.

## Accoglienza

### Critica
La rivista Nocturno considera la pellicola «un estremo omaggio alla bellezza e all’eleganza della meravigliosa Soledad Miranda».